# Köttelbecke

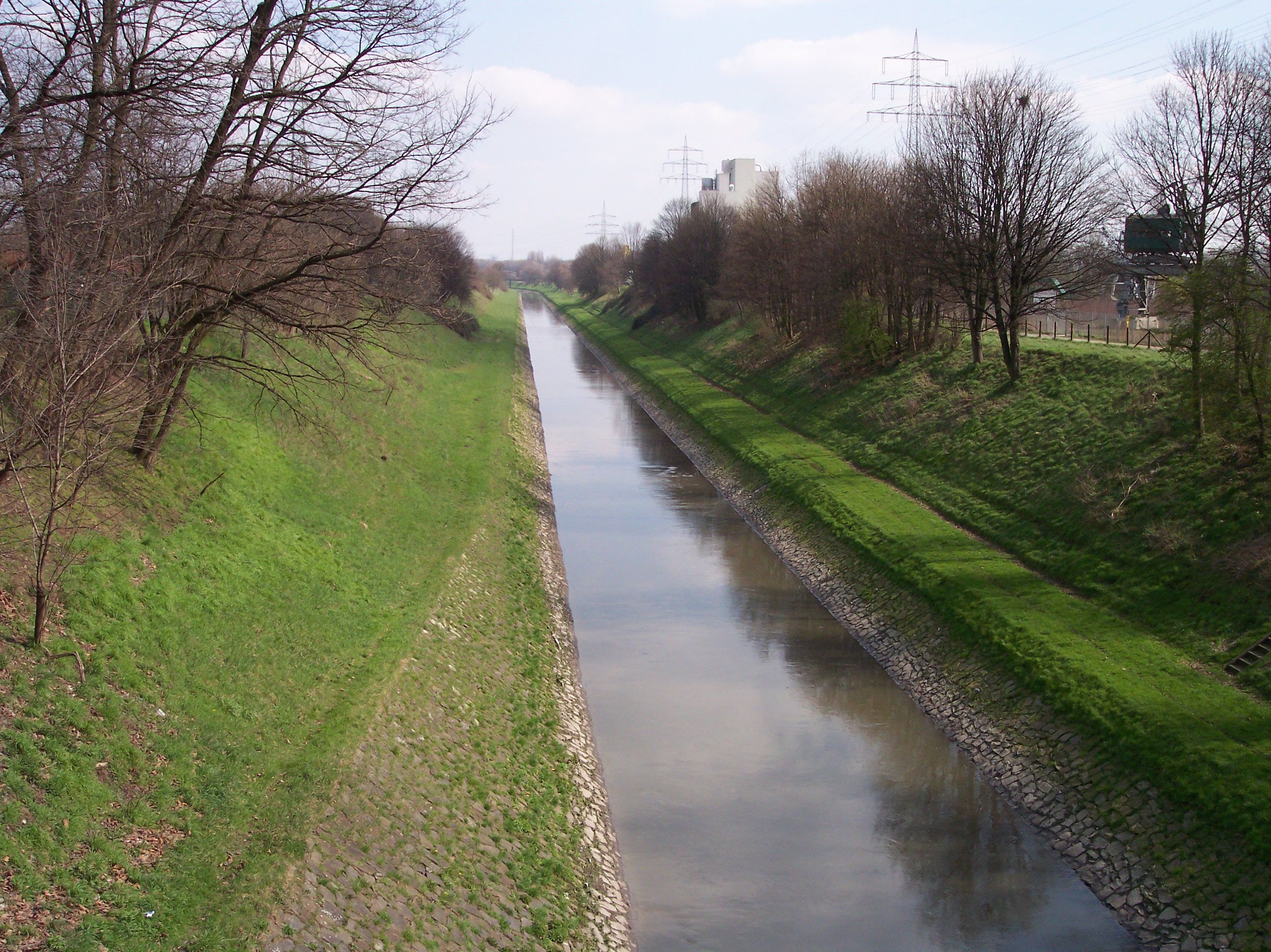
Die Emscher in Recklinghausen

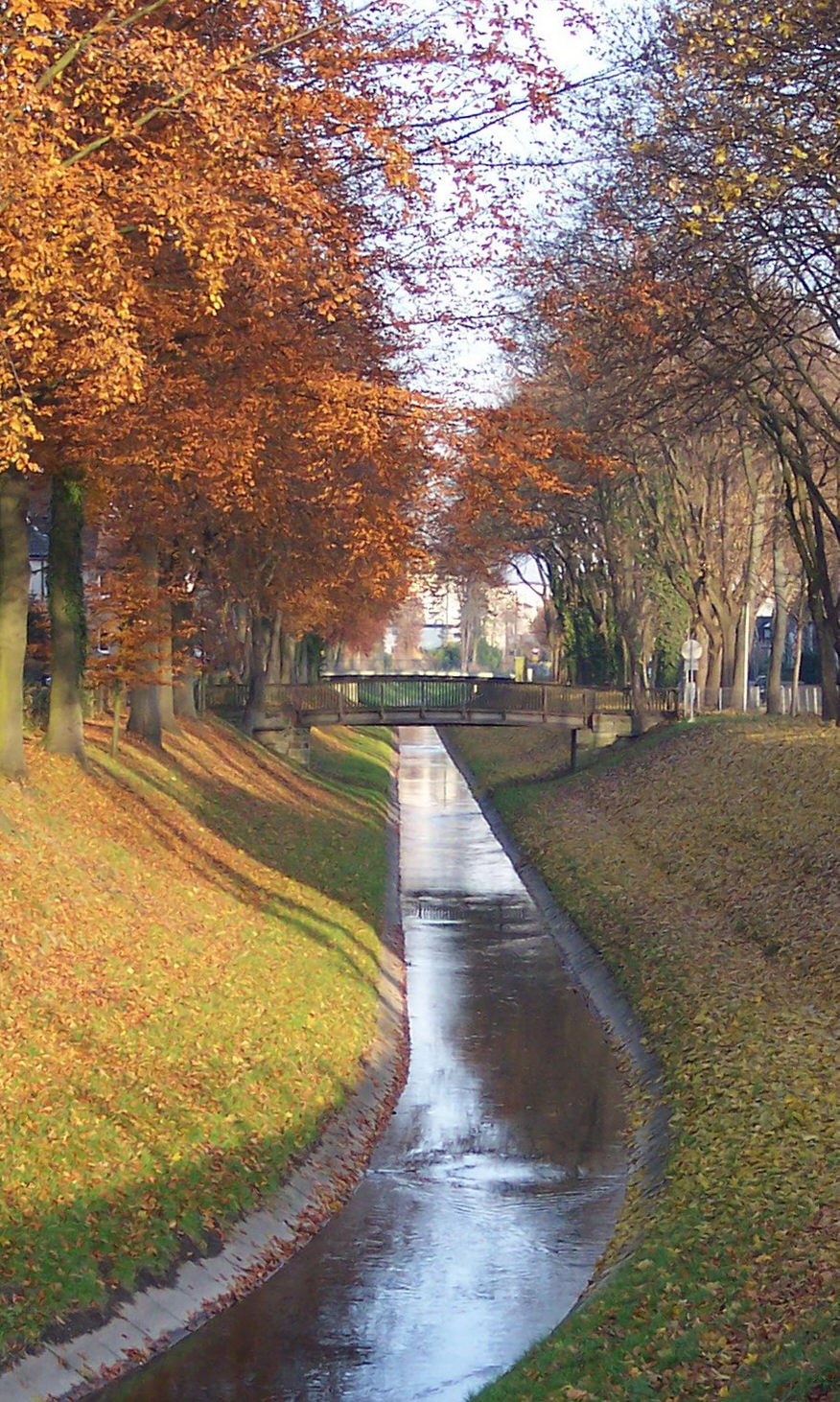
Die Seseke in Kamen

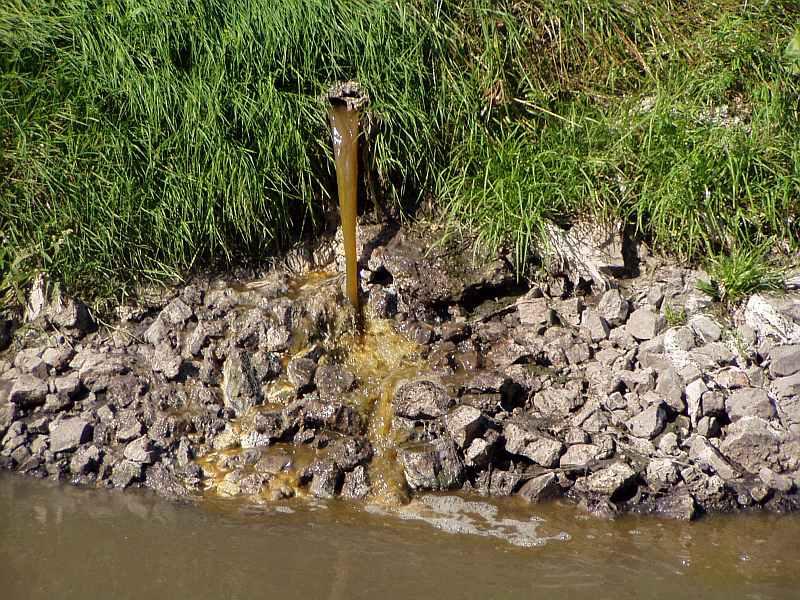
Direkteinleitung in die Boye

Köttelbecke [ˈkœttəlbeːkə] (oder auch Köttelbach) ist im Ruhrgebiet eine umgangssprachliche Bezeichnung für ein kleines, ehemals natürliches aber heute stark kanalisiertes Fließgewässer, das für die Abwasserentsorgung von Industrie, Bergbau und Kommunen verwendet wurde.
Die ruhrdeutsche Bezeichnung setzt sich aus den Begriffen Köttel, eine umgangssprachliche Bezeichnung für Kot (auch gebräuchlich in der Form Hundeköttel, Hasenköttel) und Becke, eine häufige und etymologisch verwandte, aus dem Niederdeutschen stammende Bezeichnung für Bach, zusammen. In der Gegend um Essen herum, spricht man oft auch von der „Köttsche“. Der Begriff „Köttelbecke“ war da etwas vornehmer. In dem Buch von Georg Cornelissen „Zwischen Köttelbecke und Ruhr: Wie spricht Essen?“ gibt es hierzu ein Kapitel „Wo die Köttsche fließt“.
Zu aktiven Zeiten des Bergbaus gab es keine Alternativen zu dieser Form der offenen Abwasserentsorgung, da unterirdische Kanäle ebenso wie Bachkanäle bedingt durch Bergschäden regelmäßig abgesunken beziehungsweise beschädigt worden wären. Daher gab es bis zum Ende des Bergbaus kaum eine andere Möglichkeit der Abwasserentsorgung als durch offene, mit Betonelementen ausgekleidete Rinnen die häufig an die Stelle ehemals natürlicher Gewässer traten. 
Aus ökologischen Gründen wurden seit den 1990er-Jahren Maßnahmen ergriffen, um diese Art der oberflächigen Abwasserentsorgung zu beenden. Die kanalisierten Fließgewässer mussten aus Sicherheitsgründen häufig unzugänglich gemacht werden, da durch die glatten Betonauskleidungen und die starke Strömung bei einem Sturz ins Wasser große Gefahr des Ertrinkens bestand; zudem war bei Kontakt mit dem stark verschmutzten Wasser die Gefahr von Infektionen gegeben. Die Köttelbecken verursachten häufig eine starke Geruchsbelästigung. Nicht zuletzt wurde eine Renaturierung auch aus ästhetischen Gründen der Umfeldverbesserung angestrebt. Bergsenkungen und andere Gegebenheiten erschwerten anfangs diese Bemühungen.
Die Emscher und viele ihrer Nebenbäche wie die Boye tragen bei der lokalen Bevölkerung diesen Namen, ebenso Lippezuflüsse im Osten des Ruhrgebiets wie der Körnebach durch den Osten Dortmunds und in Kamen, sowie die Seseke. Die beiden letztgenannten Flüsse wurden mit einem ehemals 600 Mio. DM teuren Programm renaturiert, indem große Abwasserrohre parallel verlegt werden, die beton-begradigten Rinnen herausgenommen und die Bachläufe künstlich wieder in Mäander gelegt werden. Oft sind hierbei auch Spazierwege und Radwege im erneuerten Umfeld angelegt worden. Ein weiteres Beispiel für eine erfolgte Renaturierung ist der Läppkes Mühlenbach.
Auch die Emscher selbst wurde im Rahmen des Großprojekts Umbau des Emschersystems unter Aufwendung von 5 Milliarden Euro verändert. Die einstige Köttelbecke ist seit Jahresende 2021 aus dem Landschaftsbild verschwunden.

## Belege
1. ↑  Emscher umgangssprachlich aus MundMische, abgerufen am 22. Juni 2023
2. ↑  Der Emscher-Umbau. In: EGLV-Radwege. Abgerufen am 14. Juni 2022.